# ユーロシティ

ユーロシティのロゴ

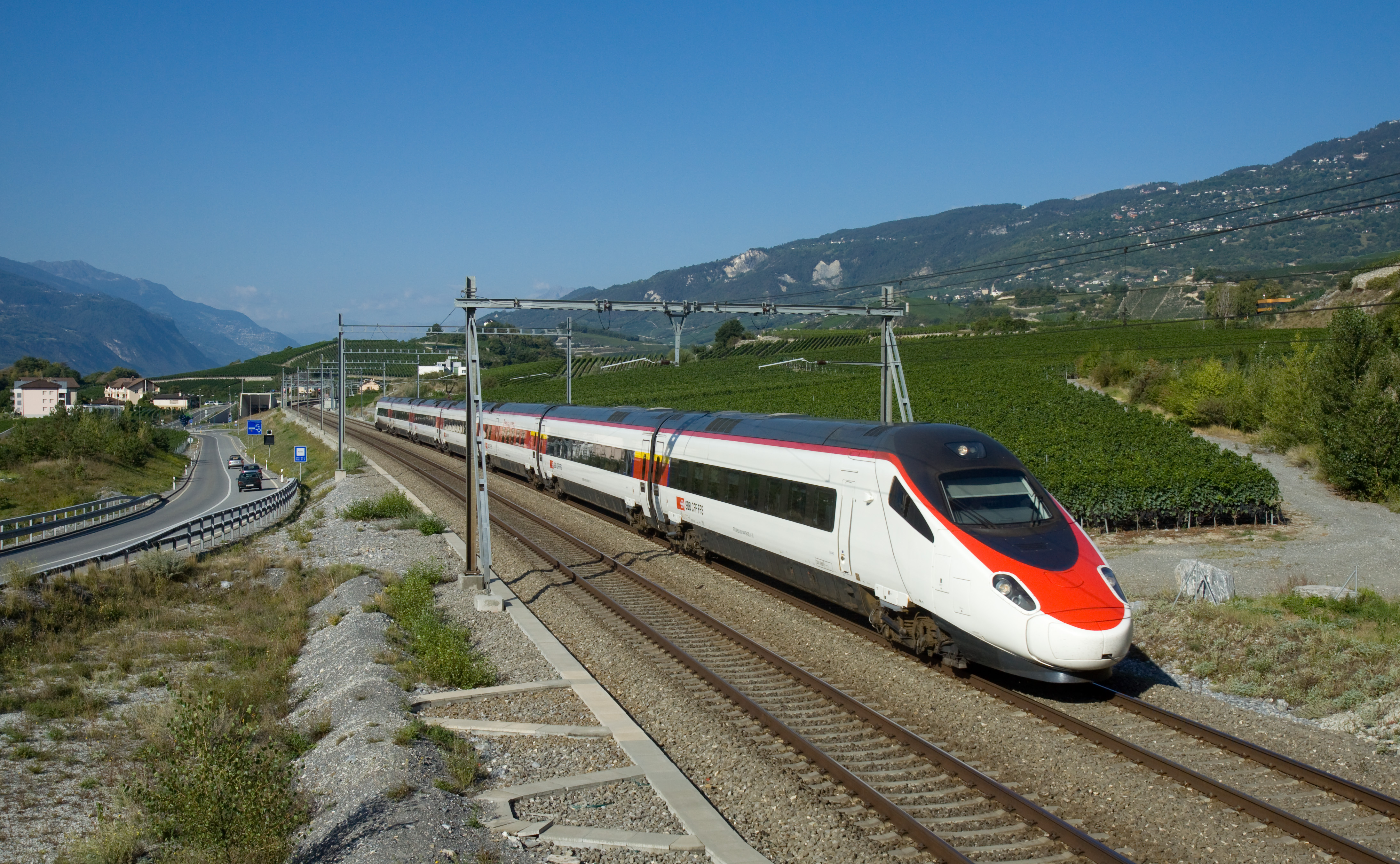
ジュネーヴ発ヴェネツィア行のユーロシティ37

ユーロシティ(EuroCity, 略称 EC)はヨーロッパにおける国際列車の列車種別である。「ヨーロッパ都市間特急」などとも訳される。主要駅にのみ停車する優等列車であるが、一般に最高速度は200km/h以下であり、ICEなどの高速列車の運行されている国ではこれらに次ぐ種別と位置づけられている。
TEEや国際インターシティの後継といえる列車であるが、TEEとは異なり一等車と二等車の双方を連結するのが原則である。
1987年の夏ダイヤから西ヨーロッパで運行を開始した。当時は夜行列車のユーロシティも存在したが、1993年にユーロナイトとして分離され、以後は昼行列車のみとなった。その後東ヨーロッパへ運行範囲を拡大する一方で、西ヨーロッパでは高速鉄道網の発達により減少傾向にある。
なおオーストリアのオーストリア連邦鉄道では、1996年から同国内のみを走る列車にもユーロシティという種別を用いている。

## 歴史

### 前史

1974年-75年冬のTEE網

西ヨーロッパでは1957年に一等専用の国際列車であるTEEの運行が始まった。TEEは最盛期の1974年冬ダイヤ期間には45往復（うち国際列車30往復）が運行され、11ヶ国を結んでいた。
しかし1970年代になると国際列車でも二等車の需要が増え、TEEの中にも二等車を含む通常の特急・急行列車に置き換えられるものが現れた。1979年には西ドイツの国内列車であるインターシティがすべて二等車を連結するようになり、元TEEであった国際列車の一部も西ドイツ国内ではインターシティ扱いされるようになった。
1980年6月1日のダイヤ改正から国際列車に対しても「インターシティ」の種別名が用いられるようになり、18往復の国際インターシティとされた。その後も国際インターシティの新設やTEEから国際インターシティへの置き換えが進んだ。また1984年1月22日にはフランスのパリとスイスのジュネーヴ、ローザンヌを結ぶ国際TGVがインターシティ扱いされるようになった。
1986年冬ダイヤでは53往復の国際インターシティがあり、うち9往復はTGVであった。このとき国際TEEは4往復にまで減少していた。

### ユーロシティの発足

1987年夏ダイヤにおけるユーロシティ網。
緑 : ユーロシティ（昼行在来線列車）
橙 : ユーロシティとして扱われる国際TGV
青 : ユーロシティ（夜行）
赤 : 国際TEE
灰色 : 国際インターシティ

1987年5月31日のダイヤ改正で、TEEや国際インターシティに代わる新たな種別としてユーロシティが発足した。種別名は当初EuroCity（英語）、EuroCité（フランス語）、EuroCitta（イタリア語）の3原語を併記する案もあったが、EuroCityの単独表記とされた。
列車がユーロシティとされるためには、以下のような条件を満たす必要があった。
- 一等車、二等車とも空調設備を備える[7][8]。
- 食堂車を連結する[7][8]。
- 夜行列車の場合は寝台車とクシェット（簡易寝台）車のみで座席車は連結しない[9]。
- 表定速度は90km/h以上[7]。ただし山岳路線では80km/hまで緩和される[8]。
- 主要な都市にのみ停車し、方向転換が行なわれる場合を除き停車時間は5分以下[7]。
- 真夜中から午前6時までは客扱いを伴う停車をしない[7]。
- 乗務員と停車駅の駅員は二か国語以上を話せること[7]。
- 国境通過時の出入国管理や税関検査は車内で走行中に行なわれること。ただし国境駅を起終点とする場合はこの限りではない[7]。
- 動力は可能な限り多電源対応の電気機関車を用い、国境での機関車交換を不要とする[7]。
- 通常の運賃のほか、特急料金を徴収する[8]。
- 沿線に因んだ列車名をつける[8]。

ただしすべての条件が必ずしも満たされていたわけではなく、昼行列車のおよそ4割が表定速度90km/h未満であった。また停車時刻についても、6時以前に発車したり24時以降に終着駅に到着する昼行列車があり、夜行列車でも深夜に客扱いを行なうものがあった。
1987年夏ダイヤで運行されていたユーロシティは64往復で、うち7往復は夜行列車であった。これらの列車は13ヶ国（イギリス、イタリア、オーストリア、オランダ、スイス、スウェーデン、スペイン、デンマーク、西ドイツ、ノルウェー、フランス、ベルギー、ルクセンブルク）のおよそ200の都市を結んでいた。
昼行ユーロシティの多くは国際インターシティから変更されたものであるが、新たに設定された列車や、インターシティではない特急・急行列車からユーロシティになった列車もある。パリ - ブリュッセル間の「ルーベンス」、「イル・ド・フランス」はTEEからユーロシティになった列車であり、ユーロシティ化後も一等車のみの編成であった。この時のダイヤ改正でTEEラインゴルト（アムステルダム - バーゼル）は廃止されており、国際TEEとして残ったのはゴッタルドのみとなっていた。
なおすべての国際インターシティがユーロシティになったわけではなく、モン・スニ（リヨン - ミラノ）、リーグレ（ミラノ - マルセイユ）、ノルトプライン（ハンブルク - フレゼリクスハウン）の3往復はインターシティのままであった。

### 東ヨーロッパへの拡大

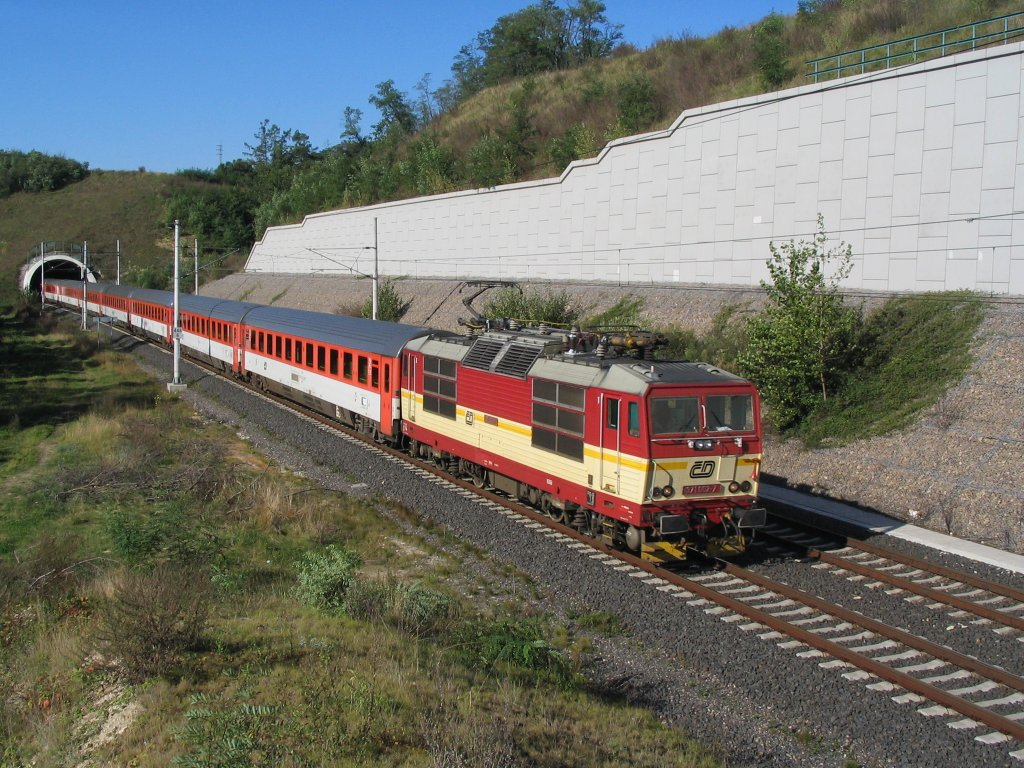
チェコ国内を走るユーロシティ（2005年）

ユーロシティの誕生した1987年は東欧革命以前であり、ユーロシティは西側ブロック（ただしスイスとオーストリアも含む）でのみ運行されていた。しかし1988年夏にはEC「レハール」（ウィーン - ブダペスト）がハンガリーに乗り入れた。
東欧革命後、1991年夏ダイヤ改正でEC「アントニン・ドヴォルザーク」（ウィーン - プラハ）によりチェコスロバキアがユーロシティ網に加わるとともに、パリ - フランクフルト・アム・マイン間の列車であった「ギュスターヴ・エッフェル」、「ハインリッヒ・ハイネ」がドレスデンまで延長され、旧東ドイツ地域にユーロシティが乗り入れた。1992年夏にはEC「ベロリナ」（ベルリン - ワルシャワ）、「ミマラ」（ミュンヘン - リュブリャナ - ザグレブ）が新設されポーランド、スロベニア、クロアチアにユーロシティが乗り入れた。
さらに1993年夏ダイヤ改正でも中央・東ヨーロッパに新たなユーロシティが多数生まれた。中でも「ウィンドボナ」（ベルリン - プラハ - ウィーン）と「ハンガリア」（ハンブルク - ベルリン - プラハ - ブダペスト）は、元は冷戦時代にはTEEに対抗して運行されていた東側ブロックの国際急行列車であった。

### サービスの変遷
ユーロシティは発足時には一つの系統につき1から数往復程度の運行であったが、後には国境を挟む主要区間で2時間間隔などの等間隔ダイヤを導入する例も現れ、例えばアムステルダム - ケルン間のユーロシティは1991年夏から2時間間隔となった。一方でサービスが簡素化され、食堂車が廃止されて車内販売のみとなった列車も存在する。
また、2000年代に入ると列車名のないユーロシティも現れた。例えばパリ - フランクフルト・アム・マイン系統では2003年にユーロシティから列車名が外された。TEE以来の伝統を持つ列車名も多くが消滅した。

### 高速鉄道による置き換え

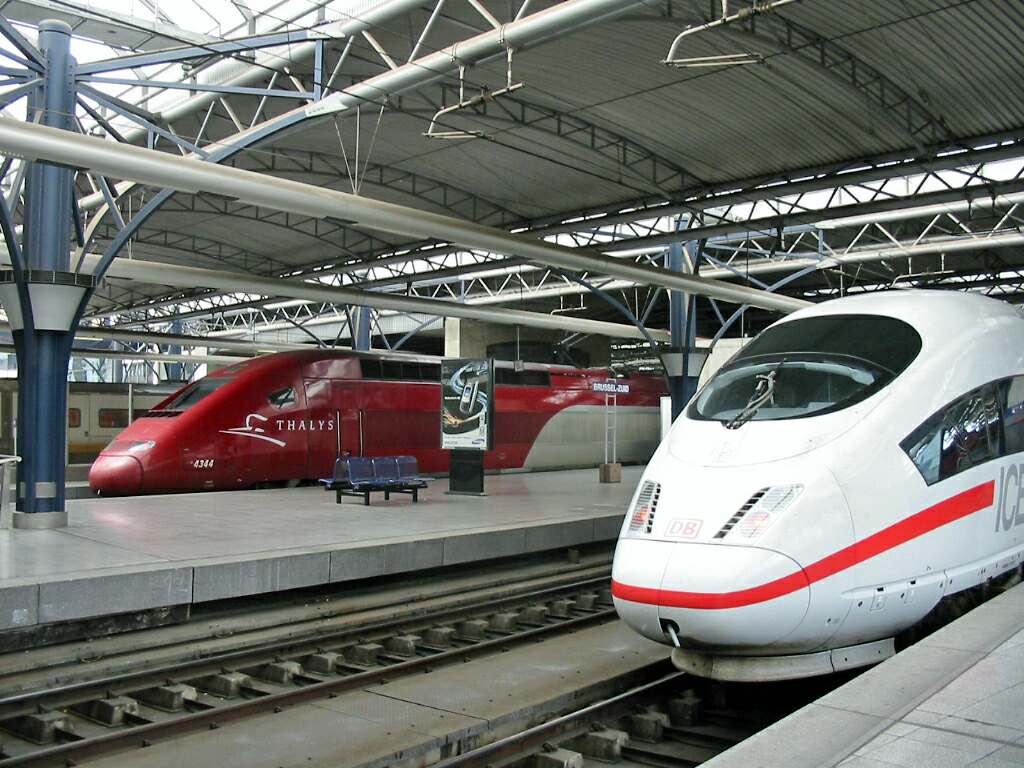
ブリュッセル南駅に停車するICEとタリス

1987年のユーロシティ発足当時は、フランスとスイスを結ぶ国際TGVもユーロシティの一部として位置づけられていた。しかし1992年に運行を始めたドイツ・スイス間のICEはユーロシティとはされず、二国間のユーロシティを置き換えていった。TGVについても1995年に運行を始めたパリ - ブリュッセル系統などはユーロシティとはされず、これを引き継いだタリスもユーロシティとは別の種別である。ただし1996年運行開始のフランス・イタリア間のTGV（2000年より「アルテシア」のブランド名を使用）はユーロシティとされ、2010年現在においても"EuroCity Artesia"と表記されることがある。
このほか1996年からスイス・イタリア間で運行を始めた振り子式車両ペンドリーノ使用のチザルピーノもユーロシティとは別に位置づけられていた。ただし同様にペンドリーノで運行されていたチェコ・オーストリア間やスロベニア・イタリア間の列車（いずれも2010年現在は廃止）はユーロシティであった。また、2008年にオーストリアで導入されたレイルジェットも周辺国との間のユーロシティを置き換えつつある。
また、一部区間がTGVで置き換えられて区間が短縮されるとともにユーロシティから格下げされたカタラン・タルゴのような例もある。これらの影響で、西ヨーロッパからはユーロシティが姿を消しつつある。2010年時点では、ユーロシティの残っているのは中欧諸国のほかは高速化から取り残された系統が主になっている。すでにイギリス、スペイン、オランダにはユーロシティが存在せず、フランスでは東部の一部に残るのみである。

## 車両
ユーロシティのほとんどは電気機関車の牽引する客車列車である。使用される客車は一般に各国のインターシティまたはこれに相当する優等列車用の客車である。複数の国の客車を混結した編成が用いられることもある。
少数ながら電車や気動車によるユーロシティも存在する。用いられている車両は以下の通り。
- IC3型気動車（デンマーク国鉄） : ハンブルク - コペンハーゲン間のユーロシティで使用[28][30]。
- ETR610型/RABe503形電車（スイス連邦鉄道、トレニタリア） : ペンドリーノの一つで2009年からイタリア・スイス間のユーロシティに用いられている。元はチザルピーノ向けに製造されていた車両であるが、本格的な運行開始はチザルピーノの廃止後である[27]。RABe503形は2014年からスイス国鉄が導入している増備形。

またTGV Sud-EstおよびTGV Réseauを用いるパリとジュネーヴ、ミラノの間の国際TGVもユーロシティとみなされる。

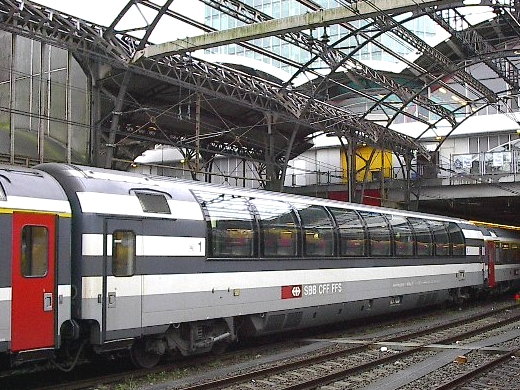
ユーロシティに使用されるスイス連邦鉄道の一等展望客車
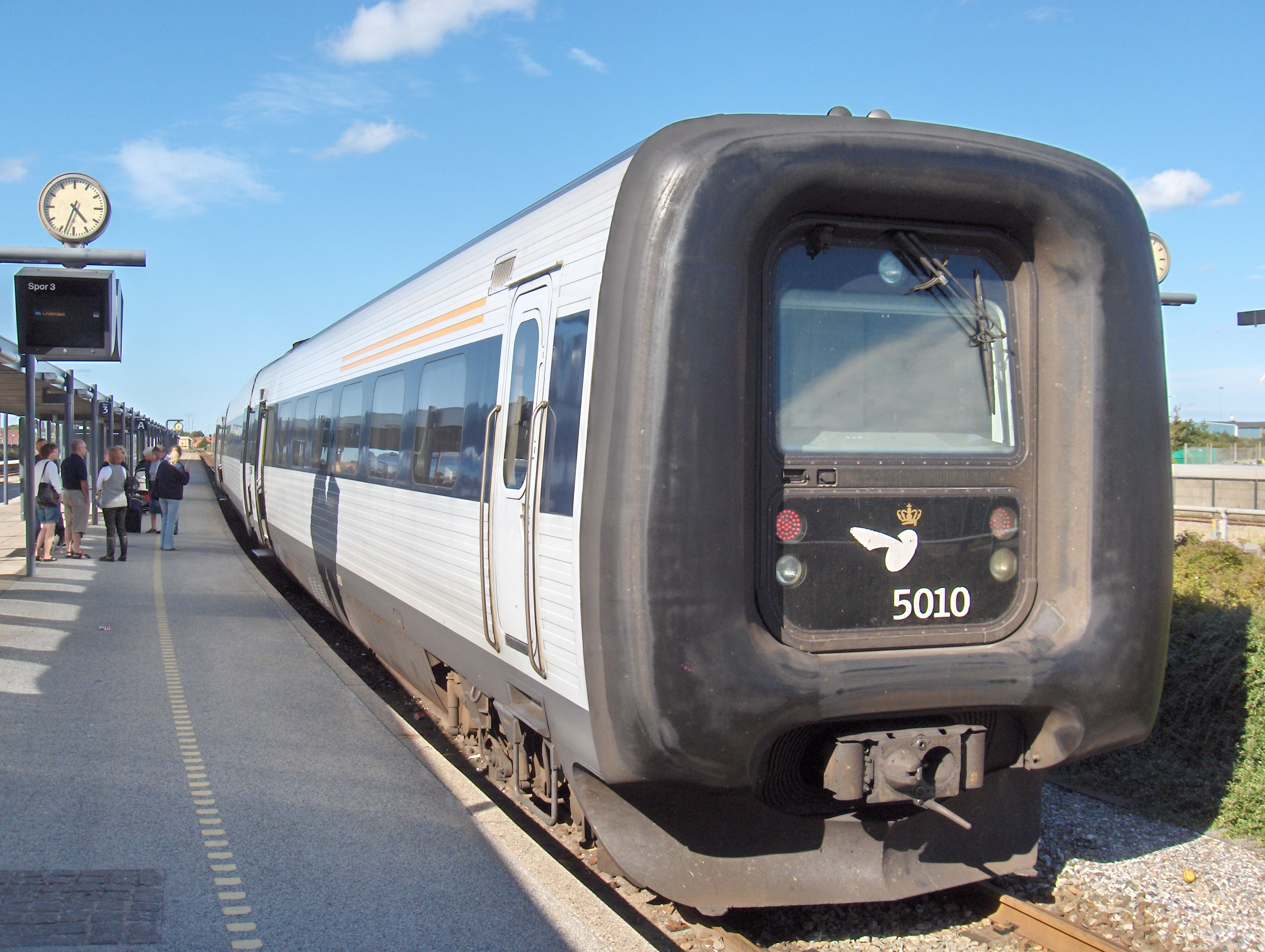
IC3
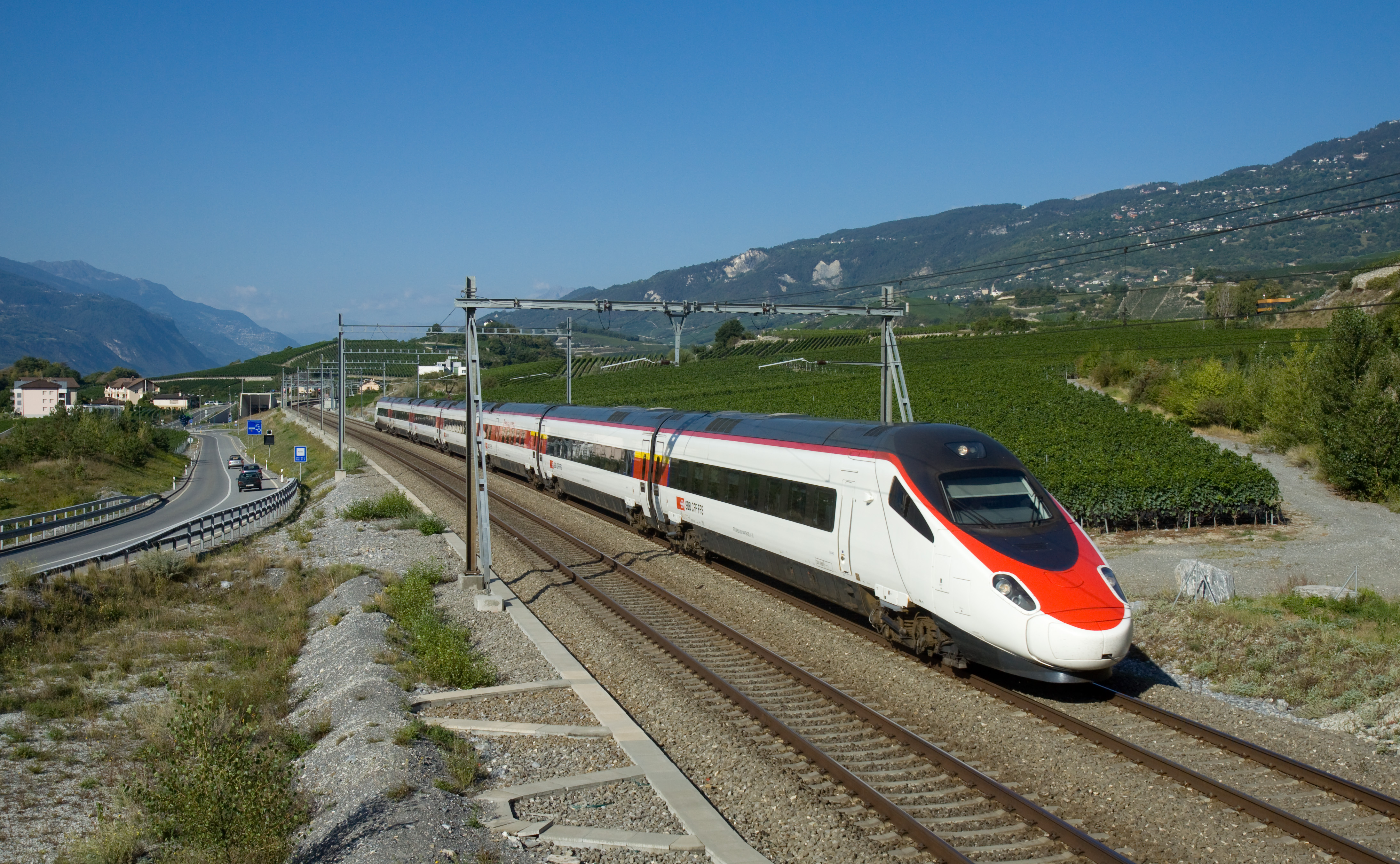
ETR610

過去にユーロシティに用いられていた電車には以下がある。
- ペンドリーノ
  - ETR680型電車（チェコ鉄道） : 2005年からプラハとウィーンの間で用いられた。この列車はチェコにおいてはスーパーシティの種別を称するが、ユーロシティとしても扱われた[31][28][32]。2010年12月から同系統では用いられなくなった[33][注釈 4]。
  - ETR310型電車（スロベニア鉄道） : 2003年からリュブリャナ - ヴェネツィア間のユーロシティ「カサノヴァ」に用いられたが、2010年現在は国内列車のみで用いられている[34][35]。
  - ETR470型電車（スイス連邦鉄道、トレニタリア） : フィアット社（のちに鉄道車両部門はアルストムに売却）の振り子式車両ペンドリーノシリーズの一つで、スイスとイタリアの間のユーロシティに2015年まで用いられていた。元はこの車両による列車はチザルピーノという種別であったが、2009年からユーロシティとされた[27]。
- その他
  - RABe EC形電車（スイス連邦鉄道） : TEE用の電車であったRAe TEEII形電車の一部を二等車に改造してユーロシティ用としたもので、1989年から1994年までジュネーヴ - ミラノ間、チューリッヒ - ミラノ間、チューリッヒ - シュトットガルト間などのユーロシティに用いられた。
  - 4010系電車（オーストリア連邦鉄道） : 1965年製造の電車で元は「トランザルピン」などの電車急行(Triebwagen Schnellzug)用であった。1991年から1994年までユーロシティ「マックス・ラインハルト」（ウィーン - ミュンヘン）と「ヨハネス・ケプラー」（リンツ - フランクフルト・アム・マイン）で用いられた[36]。

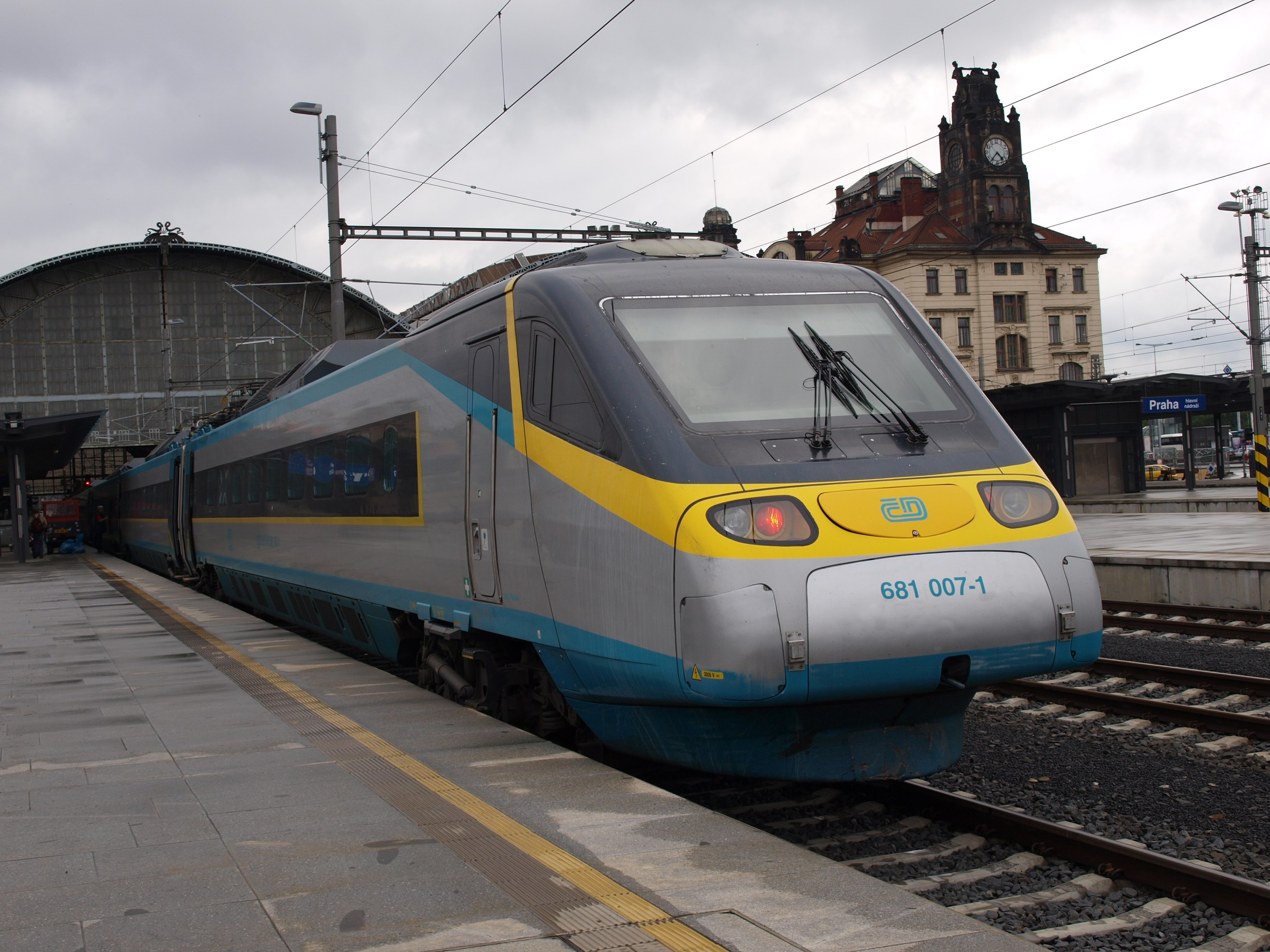
ETR680
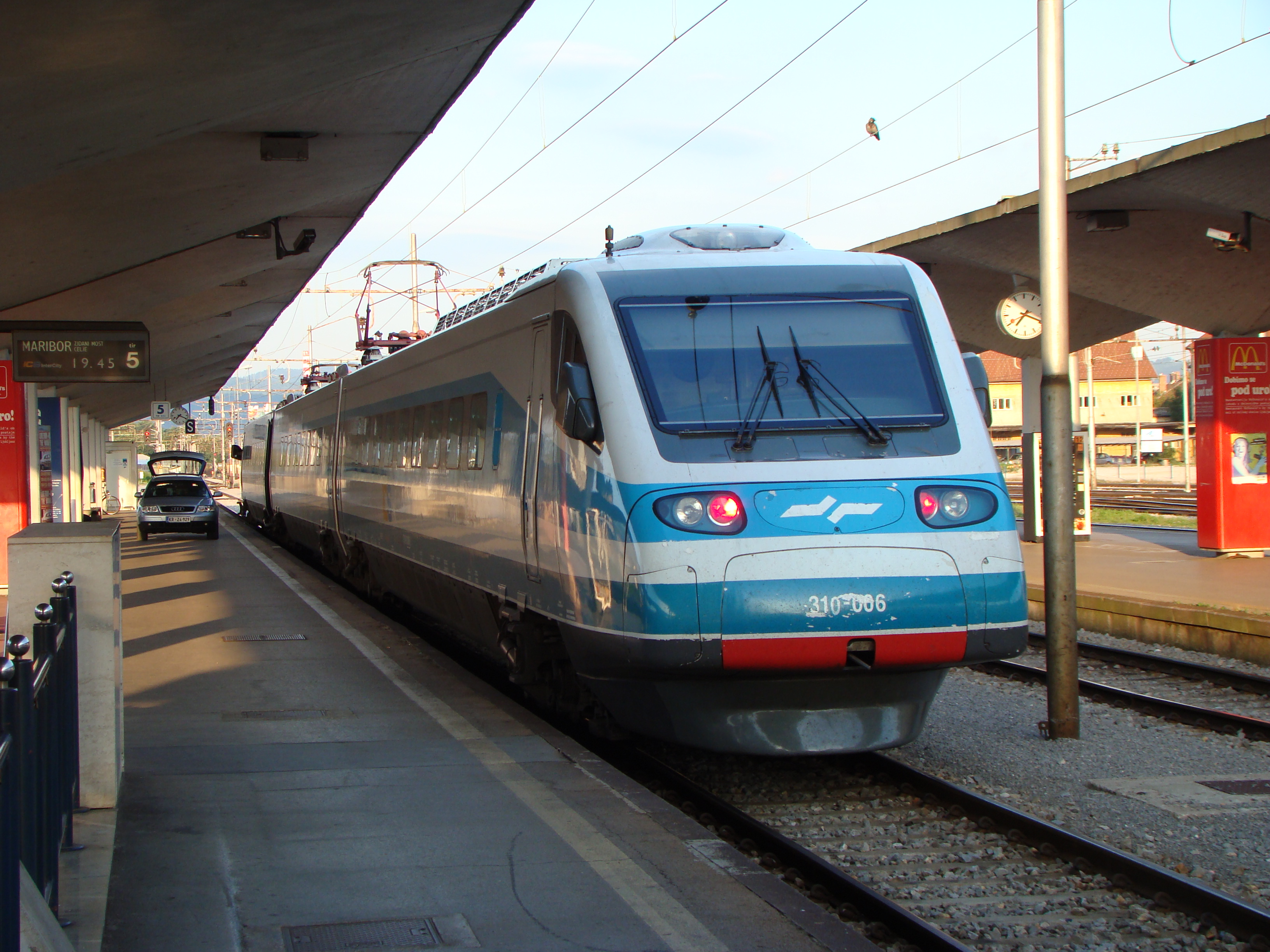
ETR310
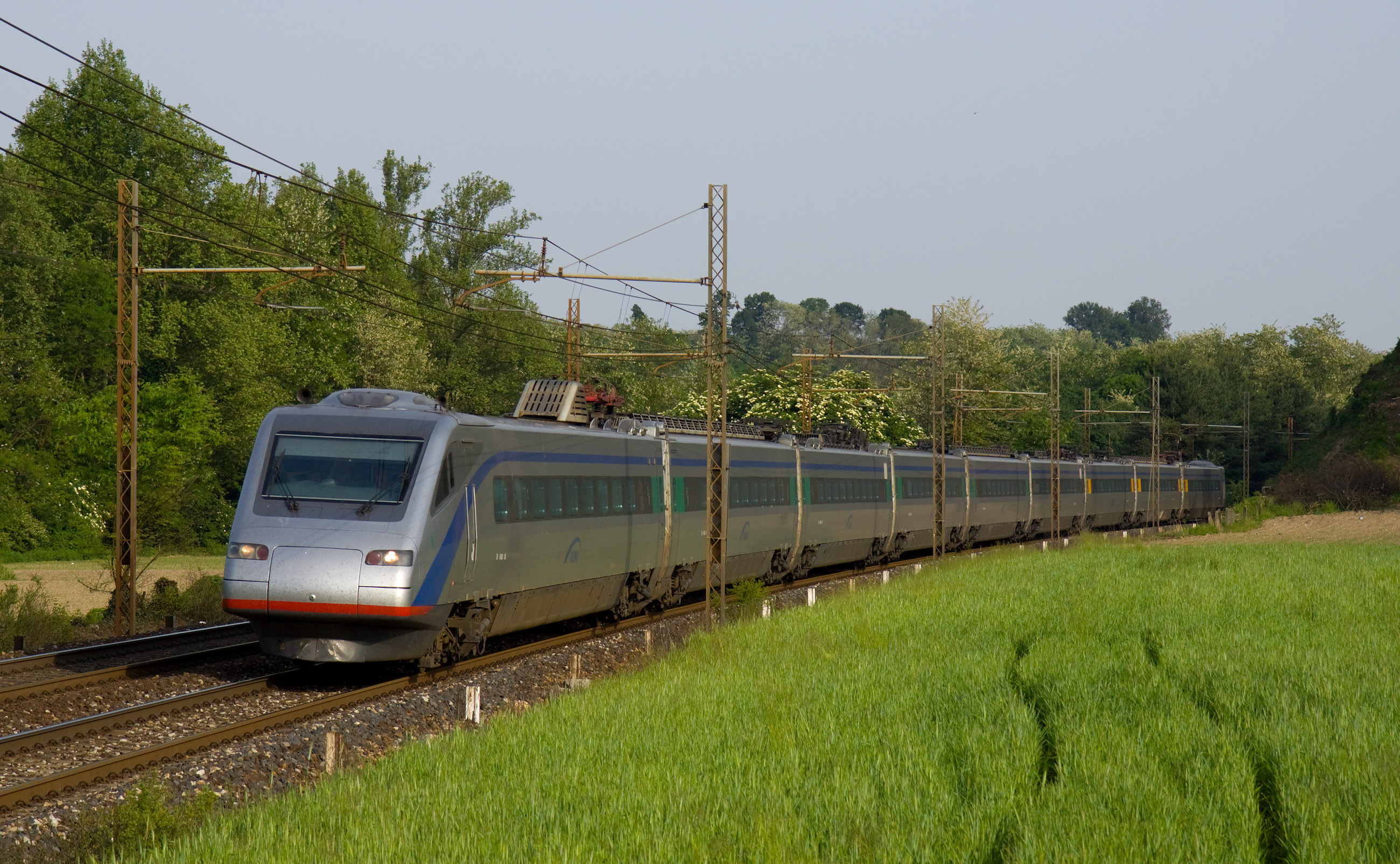
ETR470
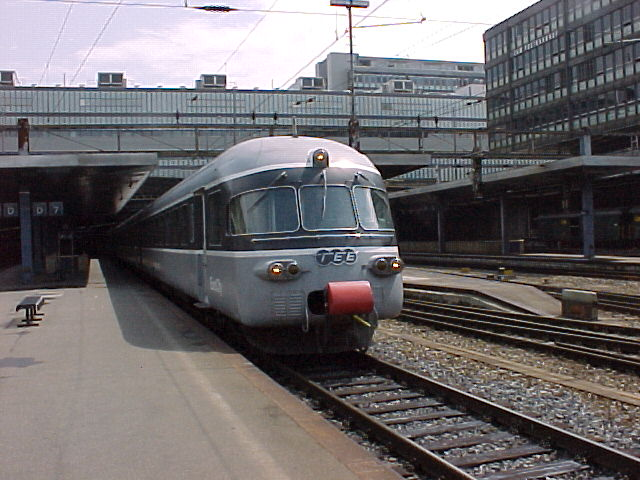
RABe EC
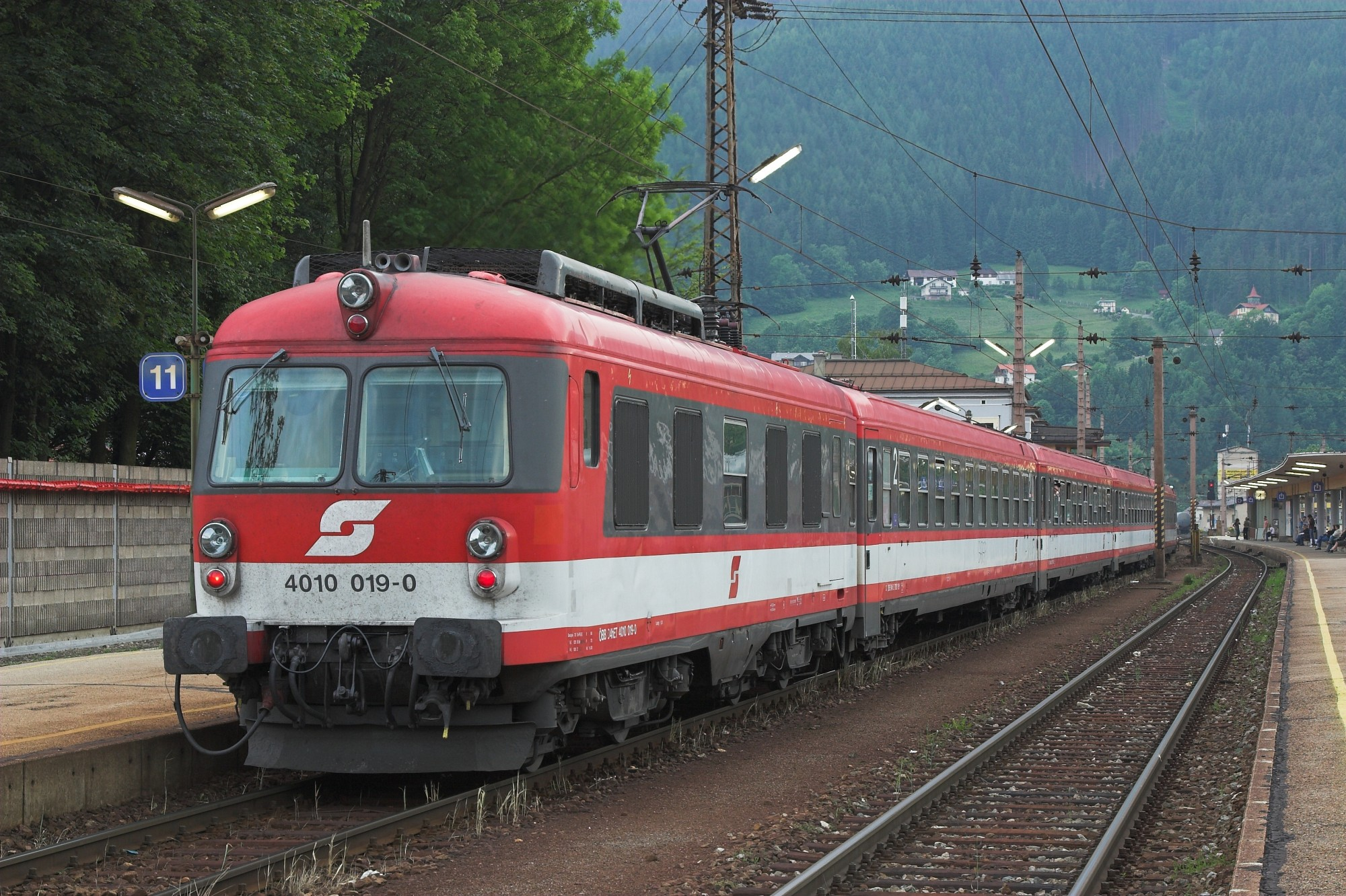
4010系

## 料金・座席指定
ユーロシティの利用には運賃のほか特急料金が必要である。ただしユーレイルパスなどの鉄道パスは特急料金分も含んでいる。座席の指定にはこのほか指定料金が必要である。ポーランドにおいてはユーロシティは全車指定席となっており予約が必須である。
イタリア発着のユーロシティとベルリン - ワルシャワ間の「ベルリン-ワルシャワエクスプレス」は包括運賃制度を採用しており、予約が必須であり切符の購入時期などによって料金が変わる。

## 主な系統

### 2014年現在

2010年冬ダイヤにおけるユーロシティ網（TGVを除く）。線の太さはその区間の列車数に対応する。

2014年-15年の冬ダイヤにおいて運行されているユーロシティ（TGVを除く）の主な系統は以下の通り。詳細は#列車一覧節を参照。

#### ブリュッセル - バーゼル
ベルギーのブリュッセル（南駅）からルクセンブルク市、フランスのメス、ストラスブール、ミュールーズなどを経由しスイスのバーゼルに至る。1日2往復のユーロシティが運行されている。
かつての国際寝台車会社のプルマン列車「エーデルヴァイス」の経路の一部であり、TEE時代にもエーデルヴァイス、イリスが走っていた。イリスはTEE時代と同じ列車名、ほぼ同じ区間で運行されている稀な例の一つである。

#### ハンブルク - コペンハーゲン
ドイツ・ハンブルクのハンブルク＝アルトナ駅とデンマークのコペンハーゲンを結ぶ。途中プットガルテン(Puttgarden)とロービュ(Rødby)の間は車両航送が行なわれる。
同区間はIC3型気動車によるユーロシティ1往復のほか、ICE TD車両（605形気動車）によるICEも運行されており、ユーロシティとICEを合わせれば2時間間隔の等間隔ダイヤとなっている。

#### ベルリン - ワルシャワ
ドイツのベルリンとポーランドのワルシャワの間では「ベルリン-ワルシャワエクスプレス」と名付けられたユーロシティが1日4往復運行されている。
ベルリン - ワルシャワ間の国際急行列車であった「ベロニナ」が1992年にユーロシティとなり、その後1993年にVarsovia、1998年にPaderewskiが加わって3往復となった。2002年には固有の列車名がなくなり「ベルリン-ワルシャワエクスプレス」と総称されるようになり、2010年には一往復増発されて一日4往復となっている。

#### ベルリン - プラハ
ベルリンとチェコのプラハの間ではドレスデン経由のユーロシティが2時間間隔で運行されている。一部はベルリンからハンブルクなどへ、またプラハからウィーン、ブラチスラヴァ、ブダペスト方面へ延長されている。

#### プラハ - ブラチスラヴァ - ブダペスト
プラハからブジェツラフを経由してスロバキアのブラチスラヴァまではベルリン方面からの直通列車を含め7往復が運行されており、2時間間隔の等間隔ダイヤとなっている。さらにブダペストまでは6往復が直通する。

#### フランクフルト・アム・マイン、ミュンヘン - クラーゲンフルト、グラーツ
ドイツのミュンヘンからオーストリアのザルツブルクを経由してオーストリア南東部のフィラッハ、クラーゲンフルトあるいはグラーツに至る。ドイツ側では一部がフランクフルト・アム・マインなどまで直通する。
ミュンヘン - ビショフスホーフェン（クラーゲンフルト方面とグラーツ方面の分岐点）間では約2時間間隔でユーロシティ間が運行されている。ザルツブルクでのオーストリア国内列車との乗り継ぎを含めればミュンヘン - フィラッハ間は完全な2時間間隔となる。

#### ミュンヘン - イタリア
ミュンヘンからオーストリアのインスブルックを経由しイタリアのヴェローナに至る。ヴェローナからはミラノ、ヴェネツィア、ボローニャへ各1往復が直通する。ミュンヘン - ヴェローナ間では2時間間隔で運転される。
TEE「メディオラヌム」の走っていた路線であり、1987年に列車名を「レオナルド・ダ・ヴィンチ」と改めてユーロシティとなった。かつてはドイツ側ではドルトムントなどドイツ北西部へ、イタリア側ではローマへ直通していた列車もあったが、いずれも現存しない。

#### ハンブルク - バーゼル - クール
ドイツのハンブルクから、ルール地方およびライン川沿いを経由しバーゼルで国境を越え、チューリッヒを経てクールに至る。一日2往復のユーロシティが運行されている。
ハンブルク - バーゼル間はハノーファー、フランクフルト・アム・マイン経由と比べて遠回りであり、さらにケルン - マインツ間もケルン-ライン＝マイン高速線ではなく在来線を走行する。このためICEと比べるとハンブルク - バーゼル、チューリッヒ間では2時間以上、ケルン - バーゼル間でも1時間近く所要時間が長い。
バーゼルで国境を越える列車はTEEの時代から多数存在し、ドイツ側ではフランクフルト、ハノーファー経由ハンブルク方面やケルン経由オランダのアムステルダムへ、またスイス側でもジュネーヴやイタリアのミラノなどへ直通していたユーロシティもあった。しかしこれらのほとんどは、ICEに置き換えられるかバーゼルを境に別の列車に分割されるかしている。

#### スイス - イタリア
2014年現在、スイスとイタリアを結ぶユーロシティには以下の4つの系統が存在する。
- ジュネーヴ - ローザンヌ - ブリーク - （シンプロントンネル） - ミラノ （ - ヴェネツィア）: 一日4往復、ETR610型電車。
- バーゼル - ベルン - （レッチュベルクベーストンネル） - ブリーク - （シンプロントンネル） - ミラノ : 一日3往復、ETR610型電車。
- バーゼル - （ゴッタルドトンネル） - ミラノ - ヴェネツィア : 一日1往復、ETR610型電車。
- チューリッヒ - （ゴッタルドトンネル） - ミラノ : 一日7往復（2時間間隔）、ETR470型電車（ただし、1往復は機関車牽引の客車に変更[50]）。

1987年のユーロシティ発足当時はジュネーヴ発着のシンプロントンネル経由の系統、バーゼルからゴッタルドトンネル経由の系統、チューリッヒからゴッタルドトンネル経由の系統が存在していた。ジュネーヴ発着系統はローザンヌでパリからのTGV（ユーロシティ扱い）と接続していた。またバーゼル系統はドイツのドルトムントあるいはハンブルクへ直通しており、チューリッヒ発着系統はシュトットガルトまで直通していた。
1996年からユーロシティとは別の列車種別としてチザルピーノの運行が始まった。一方の客車ユーロシティはインターシティに格下げされるものや逆にインターシティから格上げされるものがあり、一時南はローマまで、北はバーゼルからストラスブール経由ブリュッセルまで延長されていたものもある。また2004年からは客車のユーロシティもチザルピーノ社による運行となった。
2007年にレッチュベルクベーストンネルが開業したことでバーゼルとミラノの間の主要経路は同トンネル経由に移った。2009年にチザルピーノ社は列車の運行から撤退し、「チザルピーノ」の種別で運行されていた列車はユーロシティに変更された。またこのときからスイス・イタリア間のユーロシティはすべて振り子式電車となった。2010年冬ダイヤ改正（12月12日）ではバーゼル - ミラノ - ヴェネツィア間（ゴッタルド経由）のユーロシティが新設されている。当時はその他のゴッタルド経由のユーロシティはETR470型電車の運行であったが、この系統にはスイス連邦鉄道のETR610型電車が使用されている。

### 過去の系統

#### パリ - ブリュッセル - アムステルダム
フランスのパリとベルギーのブリュッセルの間は、かつて最大6往復のTEEの運行されていた区間であり、1987年のユーロシティ創設時にも5往復（アムステルダムおよびケルンへ直通する各1往復を含む）が運行された。そのうち「ブラバント」と「ルーベンス」はユーロシティでありながらTEE時代と同様一等車のみの編成であった。
1993年からパリ - ブリュッセル間のみの列車は再度TEEに種別を変更した。これらの列車は1995年にTGVに置き換えられて廃止された。さらに1996年にはEC「エトワール・デュ・ノール」（パリ - ブリュッセル - アムステルダム）が、1997年にはEC「ジャック・ブレル」（パリ - ブリュッセル - ケルン）がそれぞれ同区間のタリスに置き換えられて廃止され、パリ・ブリュッセル間からユーロシティは姿を消した。
2010年現在ではパリ - アムステルダム間はタリスがほぼ1時間間隔で、パリ - ブリュッセル間ではそれ以上の頻度で運行されている。このほかブリュッセルとパリ以外のフランス各地を結ぶTGVも存在する。

#### パリ - ケルン、ドルトムント
1987年当時、パリと西ドイツ北西部のケルンやドルトムントの間ではユーロシティが三往復運行されていた。うち2往復（「モリエール」: パリ - ドルトムント、「パルジファル」: パリ - ケルン）はベルギー南部経由であり、1往復（「ギュスターヴ・エッフェル」: パリ - ケルン）はやや遠回りのブリュッセル経由である。ギュスターヴ・エッフェルはその後一旦急行列車に格下げされた後、1993年に「ジャック・ブレイユ」の名で再びユーロシティとなった。
これらはいずれも1997年にタリスに置き換えられて廃止された。2010年現在ではパリ - ケルン間は直通のタリス5往復（2時間から4時間間隔）またはタリスとICEをブリュッセル南駅で乗り継ぐことで連絡される。

#### パリ - フランクフルト、ルクセンブルク
1987年当時、パリ - フランクフルト・アム・マイン間には2往復のユーロシティがあり、うち1往復は途中メスでルクセンブルク市への編成を分割していた。パリ - ルクセンブルク間にはこれとは別にもう1往復のユーロシティがあった。パリ - フランクフルト間のユーロシティはその後増発され、一時はドイツ東部のドレスデンやチェコのプラハまで延長されていたものもあった。
2007年のLGV東ヨーロッパ線開業時にパリ - フランクフルト間のユーロシティはICEに置き換えられて廃止された。2010年現在同区間には一日5往復（平日）のICEまたはTGVがある。このほかタリスとICEをブリュッセルまたはケルンで乗り継ぐことでも連絡される。

#### パリ - ミュンヘン
パリとミュンヘンをストラスブール経由で結ぶ経路では、TEEは一度も運行されたことはなく、ユーロシティも1987年時点では存在しなかった。しかし1989年に2往復（「モーツァルト」: パリ - ウィーン、「モーリス・ラヴェル」）がユーロシティとなった。パリ - ウィーン間の直通は2002年に廃止されたものの、パリ - ミュンヘン間やそのうちの一部のみを走るユーロシティは増発された。
2007年にこれらのユーロシティは、ストラスブール - ミュンヘン間の1往復を除いてTGVに置き換えられ廃止された。

#### パリ - バーゼル - チューリッヒ
かつてTEEアルバレートの走っていた区間であり、1987年にはアルバレートとル・コルビュジエの2往復がユーロシティとなった。
1997年6月にはル・コルビュジエがパリ - バーゼル間に短縮されてユーロシティではなくなり、同年9月にはパリ - チューリッヒ間をベルン経由で結ぶTGV（のちに「リリア」のブランド名がつけられる）が新設されたことにともない、アルバレートも区間を短縮されてユーロシティではなくなった。その後2007年のLGV東ヨーロッパ線開業にともない、パリ - チューリッヒ間のTGVはストラスブール、バーゼル経由となった。

#### リヨン - ミラノ
フランスのリヨンとイタリアのミラノをフレジュス鉄道トンネル経由で結んでいたTEEモン・スニは1972年に一般の特急列車に格下げされたのち、1980年には国際インターシティとなっていた。しかし1987年には表定速度の遅さなどを理由にユーロシティとはされなかった。
1997年9月になって、振り子式車両ETR460電車が投入されるとともに、モン・スニとリヨン - トリノ間の2往復がユーロシティとされた。しかし2000年には客車列車に戻され、2003年にこの区間のユーロシティは廃止された。

#### ブリュッセル - ケルン
ブリュッセルとケルンをリエージュ、アーヘン経由で結ぶ路線は1984年にベルギー国鉄のインターシティB線とされ、2時間間隔の等間隔ダイヤで列車が運行されていた。1987年には、この区間を含む列車のうちオーステンデ - ケルン間の「メムリンク」とパリ - ケルン間の「ギュスターヴ・エッフェル」の2往復がユーロシティとなった。
1993年にはブリュッセル - ベルリン間の「アレクサンダー・フォン・フンボルト」などが新設されて同区間のユーロシティは4往復となった。しかし1997年のタリスのケルン乗り入れにともないこれらのユーロシティは全て廃止された。
2002年から同区間ではタリスのほかICEも運行されている。2010年現在ではタリスの運行区間はパリ - ブリュッセル - ケルン間、ICEはブリュッセル - ケルン - フランクフルト間である。

#### アムステルダム - ケルン、フランクフルト
オランダとドイツ（西ドイツ）をライン川沿いに結ぶ経路では、一時4往復のTEEが運行されていた。1987年にはアムステルダムとミュンヘン、インスブルック（オーストリア）、クール（スイス）を結ぶ計3往復がユーロシティとなった。1991年には増発されてアムステルダム - ケルン間では2時間間隔の等間隔ダイヤとなった。
これらのユーロシティは2000年11月にICEに置き換えられて廃止された。ICEの運行区間は当初ほとんどがアムステルダム - ケルン間のみであったが、2002年のケルン-ライン＝マイン高速線開業にともないアムステルダム - フランクフルト間に延長された。2010年現在ではアムステルダム - フランクフルト間で6往復（平日）、アムステルダム - バーゼル間に1往復のICEがある。

#### フランクフルト - ウィーン
ドイツ（西ドイツ）とオーストリアの国境をパッサウで越える経路では、1987年に「プリンツ・オイゲン」（ハンブルク - ウィーン）と「ヨハン・シュトラウス」（ケルン - フランクフルト - ウィーン）がユーロシティとなった。その後1989年には「フランツ・リスト(Franz Liszt)」（ドルトムント - ブダペスト）が加わっている。1991年にはパッサウ経由のユーロシティは2時間間隔の等間隔ダイヤとなった。
プリンツ・オイゲンは1998年にICEに置き換えられ、2003年にはさらに1往復のユーロシティがICEに置き換えられた。そして2007年に同経路のユーロシティはすべてICEに変わり、同時にブダペストへの直通列車もなくなった。

#### ミュンヘン - ウィーン
ミュンヘン - ウィーン間の列車がTEEになったことは一度もなかったが、1987年には同区間の「スタチャス」がユーロシティとなった。その後パリ - ウィーン間の「モーツァルト」やミュンヘン - ブダペスト間の「バルトーク・ベーラ」なども加わったが、2002年にはユーロシティはミュンヘン - ウィーン間とミュンヘン - ブダペスト間の2往復のみとなった。そして2009年にはこれらのユーロシティは段階的にレイルジェットに置き換えられた。

#### ハンブルク - オーフス
ハンブルクとデンマークのオーフスの間では2002年12月に2往復のユーロシティが新設された。うち1往復はベルリン経由チェコのプラハまで直通していた。
2010年現在、同区間の国際列車はICEに置き換えられている。

#### ミラノ - ニース
元TEEであった国際インターシティの「リーグレ」（ミラノ - マルセイユ）は1987年以降もインターシティのままであった。1992年にはミラノ - ニース間に短縮された。2004年12月にリーグレは他の2往復とともにユーロシティとなった。これらのユーロシティはTreni Riviera（リヴィエラの列車）と総称された。
しかし2009年12月13日には同区間のユーロシティがすべて廃止され、ミラノ - ヴェンティミリア間のイタリア国内インターシティと置き換えられた。

#### ウィーン - ヴェネツィア
2004年12月からウィーン - ヴェネツィア間のユーロシティ2往復は「アレグロ(Allegro)」のブランド名で運行されていた。しかし2008年に1往復削減され、残る1往復も2009年12月に廃止された。
2010年時点においては、フィラッハでオーストリア国内ユーロシティとバス（ÖBBインターシティ・バス）を乗り継ぐ必要がある。

#### プラハ - ウィーン - ウィーナー・ノイシュタット
プラハからチェコ南東部のブジェツラフ、オーストリアのウィーンを経由してウィーナー・ノイシュタットまでの区間ではユーロシティが2時間（一部3時間）間隔で運行されていた。2010年冬ダイヤ改正までは同区間にチェコ鉄道の680系電車を用いたスーパーシティも運行されていたが、これはオーストリア国内ではユーロシティ扱いとなっていた。
かつてはウィーン南駅発着であったが、ウィーン中央駅の工事に伴う南駅の一部閉鎖のため、2009年12月からウィーナー・ノイシュタットまで延長され、ウィーンでの停車駅はマイドリング駅(Bahnhof Wien Meidling)に変更された。
全列車がrailjetに置き換えられた。

#### チューリッヒ - ミュンヘン
スイスのチューリッヒとドイツのミュンヘンを結ぶ経路では一日4往復のユーロシティが運行されていた。途中短距離ではあるがオーストリア領を経由していた。
元はTEEバヴァリアの経路であり、1987年にバヴァリアを含め3往復がユーロシティとなった。2001年に同区間にはICE-TD車両によるICEが新設されたが、車両のトラブルにより2003年に客車列車のユーロシティに変更されている。また、かつてはスイス側ではベルンやジュネーヴへ、ドイツ側ではニュルンベルク経由チェコのプラハへ直通していた列車もあった。

#### チューリッヒ - ウィーン
スイスのチューリッヒとオーストリアのウィーンを結ぶ。途中クーフシュタインとザルツブルクの間でドイツ国内を回廊列車として通過する。
1987年に「トランスアルピン」など3往復がユーロシティとなった。
全列車がrailjetに置き換えられた。

## 列車一覧

### 1987年夏ダイヤ
1987年5月31日のユーロシティ創設時に運行されていたユーロシティは以下の通り。昼行ユーロシティの「改正前」欄が空欄であるものは同名の国際インターシティであった。

#### 昼行
| 列車番号           | 列車名                                        | 区間 | 沿線国                                                        | 改正前 |
| ------------------ | --------------------------------------------- | --- | ------------------------------------------------------------- | --- |
| EC 3/2             | レンブラント Rembrandt                        | アムステルダム - ケルン - バーゼル - クール                                                             | オランダの旗 · 西ドイツの旗 · スイスの旗                      | |
| EC 5/4             | カルロ・マーニョ Carlo Magno                  | ドルトムント - バーゼル - ミラノ - セストリ・レヴァンテ                                                 | 西ドイツの旗 · スイスの旗 · イタリアの旗                      | IC「メトロポリタノ(Metropolitano)」 : ドルトムント - ミラノ |
| EC 7/6             | レッチュベルク Lötschberg                     | ハノーファー - ケルン - バーゼル - ブリーク                                                             | 西ドイツの旗 · スイスの旗                                     | |
| EC 9/8             | ラインプファイル Rheinpfeil                   | ハノーファー - ケルン - バーゼル - クール                                                               | 西ドイツの旗 · スイスの旗                                     | |
| EC 11-12/13-10     | レオナルド・ダ・ヴィンチ Leonardo da Vinci    | ドルトムント - マンハイム - ミュンヘン - インスブルック - ミラノ                                        | 西ドイツの旗 · オーストリアの旗 · イタリアの旗                | IC「メディオラヌム(Mediolanum)」 |
| EC 21/20           | ブラウエル・エンツィアン Blauer Enzian        | ドルトムント - フランクフルト・アム・マイン - ミュンヘン - クラーゲンフルト                             | 西ドイツの旗 · オーストリアの旗                               | |
| EC 21/24           | ルテチア Lutetia                              | パリ - ローザンヌ (TGV)                                                                                 | フランスの旗 · スイスの旗                                     | |
| EC 23/26           | シザルパン Cisalpin                           | パリ - ローザンヌ (TGV)                                                                                 | フランスの旗 · スイスの旗                                     | |
| EC 25/28           | レマノ Lemano                                 | パリ - ローザンヌ (TGV)                                                                                 | フランスの旗 · スイスの旗                                     | |
| EC 27/22           | シャンゼリゼ Champs-Élysées                   | パリ - フラーヌ(Frasne) - ローザンヌ、ベルン (TGV)                                                      | フランスの旗 · スイスの旗                                     | |
| EC 25/24           | エラスムス Erasmus                            | アムステルダム - ケルン - フランクフルト - ミュンヘン - インスブルック                                  | オランダの旗 · 西ドイツの旗 · オーストリアの旗                | |
| EC 27/26           | フランス・ハルス Frans Hals                   | アムステルダム - ケルン - フランクフルト - ミュンヘン                                                   | オランダの旗 · 西ドイツの旗                                   | 新設 |
| EC 29/28           | ヨハン・シュトラウス Johan Strauss            | ケルン - フランクフルト - ウィーン                                                                      | 西ドイツの旗 · オーストリアの旗                               | |
| EC 31/30           | メルクール Merkur                             | フランクフルト - ケルン - ハンブルク - コペンハーゲン                                                   | 西ドイツの旗 · デンマークの旗                                 | |
| EC 31/34           | ルテチア Lutetia                              | ジュネーヴ - ローザンヌ - ミラノ                                                                        | スイスの旗 · イタリアの旗                                     | |
| EC 33/36           | シザルパン Cisalpin                           | ジュネーヴ - ローザンヌ - ミラノ                                                                        | スイスの旗 · イタリアの旗                                     | |
| EC 35/38           | レマノ Lemano                                 | ジュネーヴ - ローザンヌ - ミラノ                                                                        | スイスの旗 · イタリアの旗                                     | |
| EC 39/40           | モンテヴェルディ Monteverdi                   | ジュネーヴ - ローザンヌ - ミラノ                                                                        | スイスの旗 · イタリアの旗                                     | IC「リアルト(Rialto)」 |
| EC 37/30           | ロムルス Romulus                              | ウィーン - ヴェネツィア - ローマ                                                                        | オーストリアの旗 · イタリアの旗                               | 急行列車(Express) |
| EC 33/32           | スカンディナヴィアン Scandinavien             | ハンブルク - コペンハーゲン                                                                             | 西ドイツの旗 · デンマークの旗                                 | |
| EC 35/34           | ハンザ Hansa                                  | ハンブルク - コペンハーゲン                                                                             | 西ドイツの旗 · デンマークの旗                                 | 急行列車(D-Zug)「ハンブルク急行(Hamburg Express)」 |
| EC 41/40           | モリエール Molière                            | パリ - ナミュール - ドルトムント                                                                        | フランスの旗 · ベルギーの旗 · 西ドイツの旗                    | |
| EC 43/42           | ギュスターヴ・エッフェル Gustave Eiffel       | パリ - ブリュッセル - ケルン                                                                            | フランスの旗 · ベルギーの旗 · 西ドイツの旗                    | IC「ディアマント(Diamant)」 |
| EC 45/44           | パルジファル Parsifal                         | パリ - ナミュール - ケルン                                                                              | フランスの旗 · ベルギーの旗 · 西ドイツの旗                    | |
| EC 49/48           | メムリンク Memling                            | オーステンデ - ブリュッセル - ケルン                                                                    | ベルギーの旗 · 西ドイツの旗                                   | IC「サフィール(Saphir)」 |
| EC 53/52           | ヴィクトル・ユーゴー Victor Hugo              | パリ - メス - フランクフルト                                                                            | フランスの旗 · 西ドイツの旗                                   | |
| EC 57/56           | ゲーテ Goethe                                 | パリ - メス - フランクフルト                                                                            | フランスの旗 · 西ドイツの旗                                   | |
| EC 53/56           | ロッシーニ Rossini                            | シャフハウゼン → チューリッヒ → キアッソ(Chiasso) → ミラノ ミラノ → キアッソ → チューリッヒ             | スイスの旗 · イタリアの旗                                     | |
| EC 61/60           | マリア・テレジア Maria Theresia               | チューリッヒ - インスブルック - ウィーン                                                                | （）                                                          | |
| EC 63/62           | トランスアルピン Transalpin                   | バーゼル - チューリッヒ - インスブルック - ウィーン                                                     | （）                                                          | |
| EC 65/64           | フランツ・シューベルト Franz Schubert         | バーゼル - チューリッヒ - インスブルック - ウィーン                                                     | （）                                                          | |
| EC 63/62           | ベンジャミン・ブリテン Benjamin Britten       | ロンドン - ハリッジ(Harwich) フーク・ファン・ホラント(Hoek van Holland) - アムステルダム                | （）                                                          | 「フーク・コンティネンタル(Hook Continental)」（イギリス側） 「ボートレイン・アムステルダム(Bootrein Amsterdam)」、「ボートレイン・ロンドン(Bootrein London)」（オランダ側） |
| EC 67/66           | アドミラル・デ・ロイテル Admiraal De Ruyter   | ロンドン - ハリッジ(Harwich) フーク・ファン・ホラント(Hoek van Holland) - アムステルダム                | （）                                                          | 「デイ・コンティネンタル(Day Continental)」（イギリス側） 「ボートレイン・アムステルダム(Bootrein Amsterdam)」、「ボートレイン・ロンドン(Bootrein London)」（オランダ側）    |
| EC 67/66           | スタチャス Stachus                            | ミュンヘン - ウィーン                                                                                   | 西ドイツの旗 · オーストリアの旗                               | 急行列車 |
| EC70-71/72-73      | カタラン・タルゴ Catalan Talgo                | ジュネーヴ - アヴィニョン - ポルトボウ - バルセロナ                                                     | スイスの旗 · フランスの旗 · スペインの旗                      | |
| EC 71/70           | レティア Rätia                                | ハンブルク - フランクフルト - バーゼル - チューリッヒ - クール                                          | 西ドイツの旗 · スイスの旗                                     | |
| EC 75/74           | ティチアーノ Tiziano                          | ハンブルク - フランクフルト - バーゼル - ミラノ                                                         | 西ドイツの旗 · スイスの旗 · イタリアの旗                      | |
| EC 77/76           | モンブラン Mont Blanc                         | ハンブルク - フランクフルト - バーゼル - ジュネーヴ                                                     | 西ドイツの旗 · スイスの旗                                     | |
| EC 79/78           | ヘルヴェティア Helvetia                       | ハンブルク - フランクフルト - バーゼル - チューリッヒ                                                   | 西ドイツの旗 · スイスの旗                                     | |
| EC 81/80           | カーヴェンデル Karwendel                      | ハンブルク - ミュンヘン - ガルミッシュ＝パルテンキルヒェン - インスブルック                             | 西ドイツの旗 · オーストリアの旗                               | |
| EC 81/84           | ルーベンス Rubens                             | パリ - ブリュッセル                                                                                     | フランスの旗 · ベルギーの旗                                   | |
| EC 83/86           | ブラバント Brabant                            | パリ - ブリュッセル                                                                                     | フランスの旗 · ベルギーの旗                                   | |
| EC 85/80           | イル・ド・フランス Ile de France              | パリ - ブリュッセル                                                                                     | フランスの旗 · ベルギーの旗                                   | |
| EC 87/82           | エトワール・デュ・ノール Etoile du Nord       | パリ - ブリュッセル - アムステルダム                                                                    | フランスの旗 · ベルギーの旗 · オランダの旗                    | |
| EC 83/82           | ヘルマン・ヘッセ Hermann Hesse                | シュトットガルト → チューリッヒ → キアッソ(Chiasso) → ミラノ キアッソ → チューリッヒ → シュトットガルト | 西ドイツの旗 · スイスの旗 · イタリアの旗                      | 新設 |
| EC 85/84           | バルバロッサ Barbarossa                       | シュトットガルト - チューリッヒ - キアッソ - ミラノ                                                     | 西ドイツの旗 · スイスの旗 · イタリアの旗                      | |
| EC 87/86           | シュヴァーベンラント Schwabenland             | シュトットガルト → チューリッヒ → キアッソ チューリッヒ → シュトットガルト                              | 西ドイツの旗 · スイスの旗                                     | 新設 |
| EC 91/90           | プリンツ・オイゲン Prinz Eugen                | ハンブルク - ウィーン                                                                                   | 西ドイツの旗 · オーストリアの旗                               | |
| EC 93/92           | シュヴァイツァーラント Schweitzerland         | チューリッヒ - リンダウ - ミュンヘン                                                                    | スイスの旗 · オーストリアの旗 · 西ドイツの旗                  | 無名の急行列車 |
| EC 97/96           | ゴットフリート・ケラー Gottfried Keller       | チューリッヒ - リンダウ - ミュンヘン                                                                    | スイスの旗 · オーストリアの旗 · 西ドイツの旗                  | 急行列車(D-Zug) |
| EC 99/98           | バヴァリア Bavaria                            | チューリッヒ - リンダウ - ミュンヘン                                                                    | スイスの旗 · オーストリアの旗 · 西ドイツの旗                  | |
| EC 95/94           | イリス Iris                                   | ブリュッセル - ルクセンブルク市 - ストラスブール - バーゼル - チューリッヒ - クール                     | ベルギーの旗 · ルクセンブルクの旗 · フランスの旗 · スイスの旗 | |
| EC 113/116         | ル・コルビュジエ Le Corbusier                 | パリ - バーゼル - チューリッヒ                                                                          | フランスの旗 · スイスの旗                                     | |
| EC 115/114         | アルバレート Arbalète                         | パリ - バーゼル - チューリッヒ                                                                          | フランスの旗 · スイスの旗                                     | |
| EC 203-202/209-208 | ロベール・シューマン Robert Schuman           | パリ - メス - ルクセンブルク                                                                            | フランスの旗 · ルクセンブルクの旗                             | |
| EC 205             | ゲーテ Goethe                                 | ルクセンブルク → メス                                                                                   | フランスの旗 · ルクセンブルクの旗                             | |
| EC 1342            | ヴィクトル・ユーゴー Victor Hugo              | メス → ルクセンブルク                                                                                   | フランスの旗 · ルクセンブルクの旗                             | |
| EC 921/928         | ジュネヴォア Genevois                         | パリ - ジュネーヴ (TGV)                                                                                 | フランスの旗 · スイスの旗                                     | |
| EC 923/924         | ヴォルテール Voltaire                         | パリ - ジュネーヴ (TGV)                                                                                 | フランスの旗 · スイスの旗                                     | |
| EC 925/926         | ヴェルサイユ Versailles                       | パリ - ジュネーヴ (TGV)                                                                                 | フランスの旗 · スイスの旗                                     | |
| EC 927/920         | ジャン＝ジャック・ルソー Jean-Jacque Rousseau | パリ - ジュネーヴ (TGV)                                                                                 | フランスの旗 · スイスの旗                                     | |

1. 1 2 3 4 5 6  ローザンヌで同名の列車と接続
2. ↑  フラーヌで分割、併合を行なう(Thomas Cook Continental Timetable May 31 - June 30 1987, table 55)。
3. ↑  西ドイツ国内は回廊列車として通過。
4. ↑  ハリッジ - フーク・ファン・ホラント間は船舶連絡。ベンジャミン・ブリテンはこの間夜行連絡船。なおThomas Cook Continental Timetable May 31 - June 30 1987, table 10Xによればイギリス側の列車はユーロシティとしての列車番号がつかない。
5. 1 2  アムステルダム行きがボートレイン・アムステルダム、フーク・ファン・ホラント行きがボートレイン・ロンドンで、ともに1日2本運転。
6. ↑  「シュヴァイツァーラント」という列車名はシュトットガルト - チューリッヒ間の急行列車につけられていた。
7. ↑  メス - パリ間EC56ゲーテに併結。
8. ↑  パリ - メス間EC53ヴィクトル・ユーゴーに併結。

#### 夜行
| 列車番号             | 列車名                                      | 区間 | 沿線国                                                            |
| -------------------- | ------------------------------------------- | --- | ----------------------------------------------------------------- |
| EC 213/212           | パラティーノ Palatino                       | パリ - シャンベリ - ジェノヴァ - ローマ                                                                          | フランスの旗 · イタリアの旗                                       |
| EC 217/216           | スタンダール Stendhal                       | パリ - トリノ - ミラノ                                                                                           | フランスの旗 · イタリアの旗                                       |
| EC 223/222           | ガリレイ Galilei                            | パリ - ローザンヌ - ブリーク - ミラノ - ヴェネツィア、フィレンツェ                                               | フランスの旗 · スイスの旗 · イタリアの旗                          |
| EC 391(491)/390(490) | アルフレッド・ノーベル Alfred Nobel         | ハンブルク - プットガルテン(Puttgarden) - ロービュ(Rødby) - ヘルシンゲル - ヘルシンボリ - ストックホルム、オスロ | 西ドイツの旗 · デンマークの旗 · スウェーデンの旗 · ノルウェーの旗 |
| EC 407-406/409-408   | パリ・マドリード・タルゴ Paris-Madrid Talgo | マドリード - ボルドー - パリ                                                                                     | スペインの旗 · フランスの旗                                       |
| EC 471/470           | コメット Komet                              | ハンブルク - ハノーファー - バーゼル - チューリッヒ - クール、バーゼル - ブリーク                                | 西ドイツの旗 · スイスの旗                                         |
| EC 475-474/477-466   | バルセロナ・タルゴ Barcelona Talgo          | バルセロナ - ナルボンヌ - パリ                                                                                   | スペインの旗 · フランスの旗                                       |

1. ↑  パリ発列車はミラノで分割を、パリ行き列車はブリークで併合を行なう。フィレンツェ - ブリーク間は列車番号412(Thomas Cook Continental Timetable May 31 - June 30 1987, table 37)。
2. ↑  プットガルテン - ロービュ間（渡り鳥コース）とヘルシンゲル - ヘルシンボリは車両航送を行なう。ヘルシンボリ - オスロ間は列車番号EC491/490。
3. ↑  バーゼルで分割、併合を行なう(Thomas Cook Continental Timetable May 31 - June 30 1987, table 73)。

### 2010年-11年冬ダイヤ
2010年 - 11年冬ダイヤ（12月12日改正）で運行されているユーロシティは以下の通り。以下ではThomas Cook Eurppean Rail Timetableにおいて列車種別が"EC"とされている列車のうち、オーストリア国内列車を除いたものを記している。「運行本数」は一日あたりの運行数であり、空欄のものは一日一往復である。ただし曜日により運休となったり運行区間を変更したりする列車もある。「供食」欄が○のものは食堂車を連結し、△のものはバーまたは車内販売による軽食の提供がある。
| 列車番号                                                   | 列車名                                                  | 区間 | 沿線国                                                                         | 運行本数 | 供食 | 出典                        |
| ---------------------------------------------------------- | ------------------------------------------------------- | --- | ------------------------------------------------------------------------------ | -------- | ---- | --------------------------- |
| EC 361 / 360                                               |                                                         | ストラスブール - シュトットガルト - ミュンヘン                                                                    | フランスの旗 · ドイツの旗                                                      |          | ○    | [ 93 ]                      |
| EC 91 / 90                                                 | ヴォーバン Vauban                                       | ブリュッセル → ルクセンブルク → ストラスブール → バーゼル → チューリッヒ → クール チューリッヒ → ブリュッセル     | ベルギーの旗 · ルクセンブルクの旗 · フランスの旗 · スイスの旗                  |          | ×    | [ 94 ]                      |
| EC 97 / 96                                                 | イリス Iris                                             | ブリュッセル - ルクセンブルク - ストラスブール - バーゼル （ - チューリッヒ）                                     | ベルギーの旗 · ルクセンブルクの旗 · フランスの旗 · スイスの旗                  |          | ×    | [ 94 ]                      |
| EC 295 / 296                                               | ジャン・モネ Jean Monnet                                | ブリュッセル - ルクセンブルク - ストラスブール - バーゼル                                                         | ベルギーの旗 · ルクセンブルクの旗 · フランスの旗 · スイスの旗                  |          | ×    | [ 94 ]                      |
| EC 31 / 30                                                 |                                                         | ハンブルク - コペンハーゲン                                                                                       | ドイツの旗 · デンマークの旗                                                    | 1往復    | △    | [ 39 ]                      |
| EC 41, 43, 45, 47 / 46, 44, 42, 40                         | ベルリン-ワルシャワエクスプレス Berlin Warszawa Express | ベルリン - ポズナン - ワルシャワ                                                                                  | ドイツの旗 · ポーランドの旗                                                    | 4往復    | ○    | [ 40 ]                      |
| EC 249 / 248                                               | ヴァヴェル Wawel                                        | ハンブルク - ベルリン - ヴロツワフ - クラクフ                                                                     | ドイツの旗 · ポーランドの旗                                                    |          | △    | [ 40 ]                      |
| EC 71 / 70                                                 | グスタフ・マーラー Gustav Mahler                        | プラハ - ウィーン - ウィーナー・ノイシュタット                                                                    | チェコの旗 · オーストリアの旗                                                  |          | ○    | [ 43 ]                      |
| EC 73 / 72                                                 | スメタナ Smetana                                        | プラハ - ウィーン - ウィーナー・ノイシュタット                                                                    | チェコの旗 · オーストリアの旗                                                  |          | ○    | [ 43 ]                      |
| EC 75/74                                                   | フランツ・シューベルト Franz Schubert                   | プラハ - ウィーン - ウィーナー・ノイシュタット                                                                    | チェコの旗 · オーストリアの旗                                                  |          | ○    | [ 43 ]                      |
| EC 77/76                                                   | アントニン・ドヴォルザーク Antonín Dvořák               | プラハ - ウィーン - ウィーナー・ノイシュタット                                                                    | チェコの旗 · オーストリアの旗                                                  |          | ○    | [ 43 ]                      |
| EC 79/78                                                   | グスタフ・クリムト Gustav Klimt                         | プラハ → ウィーン グラーツ → ウィーナー・ノイシュタット → ウィーン → プラハ                                       | チェコの旗 · オーストリアの旗                                                  |          | ○    | [ 43 ]                      |
| EC 137 / 136                                               | モラヴィア Moravia                                      | （ワルシャワ - ） ボフーミン(Bohumín) - オストラヴァ - ブラチスラヴァ - ブダペスト                                | チェコの旗 · スロバキアの旗 · ハンガリーの旗                                   |          | ○    | [ 43 ] [ 95 ]               |
| EC 171 / 170                                               | ハンガリア Hungaria                                     | ベルリン - プラハ - ブラチスラヴァ - ブダペスト                                                                   | ドイツの旗 · チェコの旗 · スロバキアの旗 · ハンガリーの旗                      |          | ○    | [ 43 ]                      |
| EC 173 / 172                                               | ヴィンドボナ Vindobona                                  | ハンブルク - ベルリン - プラハ - ウィーン - フィラッハ                                                            | ドイツの旗 · チェコの旗 · オーストリアの旗                                     |          | ○    | [ 43 ]                      |
| EC 175 / 174                                               | ヤン・イェゼニウス Ján Jesenius Jeszensky János         | ハンブルク - ベルリン - プラハ - ブラチスラヴァ - ブダペスト                                                      | ドイツの旗 · チェコの旗 · スロバキアの旗 · ハンガリーの旗                      |          | ○    | [ 43 ]                      |
| EC 177 / 176                                               | ヨハネス・ブラームス Johannes Brahms                    | ベルリン → プラハ → ウィーン ブルノ → プラハ → ベルリン → ハンブルク                                              | ドイツの旗 · チェコの旗 · オーストリアの旗                                     |          | ○    | [ 43 ]                      |
| EC 179 / 178                                               | アロイス・ネグレッリ Alois Negrelli                     | シュチェチン - ベルリン - プラハ                                                                                  | ポーランドの旗 · ドイツの旗 · チェコの旗                                       |          | ○    | [ 43 ]                      |
| EC 273 / 272                                               | ヤロスラフ・ハシェク Jaroslav Hašek                     | プラハ - ブラチスラヴァ - ブダペスト                                                                              | チェコの旗 · スロバキアの旗 · ハンガリーの旗                                   |          | ○    | [ 43 ]                      |
| EC 275 / 274                                               | スロヴァン Slovan                                       | プラハ - ブラチスラヴァ                                                                                           | チェコの旗 · スロバキアの旗                                                    |          | ○    | [ 43 ]                      |
| EC 345 / 344                                               | アヴァラ Avala                                          | プラハ - ブラチスラヴァ - ブダペスト - ベオグラード                                                               | チェコの旗 · スロバキアの旗 · ハンガリーの旗 · セルビアの旗                    |          | ○    | [ 43 ]                      |
| EC 379 / 378                                               | カール・マリア・フォン・ウェーバー Carl Maria von Weber | シュトラールズント → ベルリン → プラハ → ブルノ ウィーン → ブルノ → プラハ → ベルリン → シュトラールズント        | ドイツの旗 · チェコの旗 · オーストリアの旗                                     |          | ○    | [ 43 ]                      |
| EC 111 / 110                                               |                                                         | ミュンヘン - ザルツブルク - フィラッハ - クラーゲンフルト                                                         | ドイツの旗 · オーストリアの旗                                                  |          | △    | [ 44 ]                      |
| EC 113 / 112                                               |                                                         | ジーゲン - フランクフルト・アム・マイン - シュトットガルト - ミュンヘン - フィラッハ - クラーゲンフルト           | ドイツの旗 · オーストリアの旗                                                  |          | △    | [ 44 ] [ 96 ]               |
| EC 115 / 114                                               | ヴェルターゼー Wörthersee                               | ミュンスター → ケルン → シュトットガルト → ミュンヘン → クラーゲンフルト クラーゲンフルト → ケルン → ドルトムント | ドイツの旗 · オーストリアの旗                                                  |          | ○    | [ 44 ]                      |
| EC 117                                                     |                                                         | フランクフルト・アム・マイン→ ミュンヘン → クラーゲンフルト                                                       | ドイツの旗 · オーストリアの旗                                                  | 片道のみ | △    | [ 44 ]                      |
| EC 111-211 / 210-110                                       | サヴァ Sava                                             | ミュンヘン - フィラッハ - リュブリャナ - ザグレブ - ベオグラード                                                  | ドイツの旗 · オーストリアの旗 · スロベニアの旗 · クロアチアの旗 · セルビアの旗 |          | ○    | [ 97 ] [ 44 ] [ 98 ]        |
| EC 113-213 / 212-112                                       | ミマラ Mimara                                           | フランクフルト・アム・マイン - ミュンヘン - フィラッハ - リュブリャナ - ザグレブ                                  | ドイツの旗 · オーストリアの旗 · スロベニアの旗 · クロアチアの旗                |          | ○    | [ 97 ] [ 44 ] [ 96 ] [ 98 ] |
| EC 217 / 216                                               |                                                         | ザールブリュッケン - マンハイム - シュトットガルト - ミュンヘン - ザルツブルク - グラーツ                         | ドイツの旗 · オーストリアの旗                                                  |          | △    | [ 44 ] [ 99 ]               |
| EC 219 / 218                                               |                                                         | フランクフルト・アム・マイン - シュトットガルト - ミュンヘン - グラーツ                                           | ドイツの旗 · オーストリアの旗                                                  |          | △    | [ 44 ]                      |
| EC 391 / 390                                               |                                                         | ミュンヘン - ザルツブルク - リンツ                                                                                | ドイツの旗 · オーストリアの旗                                                  |          | ×    | [ 100 ]                     |
| EC 81, 83 / 80, 188                                        |                                                         | ミュンヘン - インスブルック - ヴェローナ                                                                          | ドイツの旗 · オーストリアの旗 · イタリアの旗                                   | 2往復    | ○    | [ 46 ]                      |
| EC 85/ 84                                                  |                                                         | ミュンヘン - インスブルック - ヴェローナ - ボローニャ                                                             | ドイツの旗 · オーストリアの旗 · イタリアの旗                                   |          | ○    | [ 46 ]                      |
| EC 87/ 86                                                  |                                                         | ミュンヘン - インスブルック - ヴェローナ - ヴェネツィア                                                           | ドイツの旗 · オーストリアの旗 · イタリアの旗                                   |          | ○    | [ 46 ]                      |
| EC 89-92 / 93-88                                           |                                                         | ミュンヘン - インスブルック - ヴェローナ - ミラノ                                                                 | ドイツの旗 · オーストリアの旗 · イタリアの旗                                   |          | ○    | [ 46 ]                      |
| EC 189 / 82                                                |                                                         | ミュンヘン - インスブルック                                                                                       | ドイツの旗 · オーストリアの旗                                                  |          | ○    | [ 46 ]                      |
| EC 7, 101 / 6, 100-102                                     |                                                         | ハンブルク - ケルン - バーゼル - チューリッヒ - クール                                                            | ドイツの旗 · スイスの旗                                                        |          | ○    | [ 48 ]                      |
| EC 191, 193, 195, 197 / 190, 192, 194, 196                 |                                                         | チューリッヒ - ブレゲンツ - リンダウ - ミュンヘン                                                                 | スイスの旗 · オーストリアの旗 · ドイツの旗                                     | 4往復    | ○    | [ 89 ]                      |
| EC 35, 39, 41 / 32, 34, 36                                 |                                                         | ジュネーヴ - ローザンヌ - ブリーク - ミラノ                                                                       | スイスの旗 · イタリアの旗                                                      | 3往復    | △    | [ 49 ]                      |
| EC 37 / 42                                                 |                                                         | ジュネーヴ - ローザンヌ - ブリーク - ミラノ - ヴェネツィア                                                        | スイスの旗 · イタリアの旗                                                      |          | △    | [ 49 ]                      |
| EC 51, 57, 59 / 50, 52, 56                                 |                                                         | バーゼル - ベルン - ブリーク - ミラノ                                                                             | スイスの旗 · イタリアの旗                                                      | 3往復    | △    | [ 49 ]                      |
| EC 153 / 158                                               |                                                         | バーゼル - ルツェルン - ルガーノ - ミラノ - ヴェネツィア                                                          | スイスの旗 · イタリアの旗                                                      |          | ○    | [ 49 ]                      |
| EC 13, 15, 17, 19, 21, 23, 25 / 12, 14, 16, 18, 20, 22, 24 |                                                         | チューリッヒ - ルガーノ - ミラノ                                                                                  | スイスの旗 · イタリアの旗                                                      | 7往復    | △    | [ 49 ]                      |
| EC 165 / 166                                               |                                                         | チューリッヒ - インスブルック - ザルツブルク - ウィーン                                                           | （）                                                                           |          | △    | [ 101 ]                     |
| EC 151 / 150                                               | エモナ Emona                                            | ウィーン - グラーツ - マリボル - リュブリャナ （- リエカ）                                                        | （）                                                                           |          | ○    | [ 102 ]                     |
| EC 159 / 158                                               | クロアチア Croatia                                      | ウィーン - グラーツ - マリボル - ザグレブ                                                                         | オーストリアの旗 · スロベニアの旗 · クロアチアの旗                             |          | ○    | [ 102 ]                     |
| EC 251, 255 / 252, 256                                     |                                                         | ウィーン - グラーツ - マリボル                                                                                    | オーストリアの旗 · スロベニアの旗                                              | 2往復    | △    | [ 102 ]                     |
| EC 121 / 120                                               |                                                         | プラハ - ジリナ - コシツェ                                                                                        | チェコの旗 · スロバキアの旗                                                    |          | ○    | [ 103 ]                     |
| EC 103 / 102                                               | ポロニア Polonia                                        | ワルシャワ - オストラヴァ - ウィーン - フィラッハ                                                                 | ポーランドの旗 · チェコの旗 · オーストリアの旗                                 |          | ○    | [ 95 ]                      |
| EC 105 / 104                                               | ソビェスキ Sobieski                                     | ワルシャワ - オストラヴァ - ウィーン                                                                              | ポーランドの旗 · チェコの旗 · オーストリアの旗                                 |          | ○    | [ 95 ]                      |
| EC 111 / 110                                               | プラハ Praha                                            | プラハ - オストラヴァ - ワルシャワ                                                                                | チェコの旗 · ポーランドの旗                                                    |          | ○    | [ 95 ]                      |

1. ↑  ブリュッセル行はスイス国内ではインターレギオ（英語版）扱い。
2. ↑  スイス国内ではインターレギオ扱い。
3. ↑  1月中旬から4月上旬まで運休
4. ↑  ワルシャワ - ブダペスト間直通は二等車のみ。ワルシャワ - ボフーミン間ではEC 110/111 Prahaと併結。
5. ↑  ミュンヘン - フィラッハ間EC111/110と併結。
6. ↑  イェセニツェ - ベオグラード間で連結。
7. ↑  フランクフルト - フィラッハ間EC113/112と併結。
8. ↑  ミュンヘン - フィラッハ間で連結。
9. ↑  ドイツ国内では停車せず。
10. ↑  リュブリャナ - リエカ間（列車番号483/482）はユーロシティ扱いではない。ウィーン - リエカ間を直通するのは二等車のみ。
11. ↑  マリボル行の1本(EC 251)はグラーツ始発。